# 徳島歯科学院専門学校
徳島歯科学院専門学校（とくしましかがくいんせんもんがっこう、英称：Tokushima College of Hygienists & Technicians）とは、徳島県徳島市北田宮にある徳島県歯科医師会が運営する歯科衛生士と歯科技工士を育成する専修学校。隣接して徳島県教育会館と徳島県看護会館がある。

## 学科
- 歯科衛生士科
- 歯科技工士科

## 沿革
- 1960年 社団法人徳島県歯科医師会会立徳島歯科衛生士養成所が設立。
- 1966年 徳島歯科衛生士学院と改称される。
- 1973年 社団法人徳島県歯科医師会会立徳島県歯科技工士学院が設立。
- 1975年 両学院を統合し徳島歯科学院となる。同時に歯科衛生士科、歯科技工士科を設置。
- 1979年 徳島歯科学院専門学校となる。
- 1986年 現在の北田宮1丁目に新築移転する。

## 交通
鉄道
- JR徳島駅より車で10分。

バス
- 徳島市営バス「島田石橋/中島田」行き乗車、「東田宮」下車北へ徒歩約10分。
- 徳島市営バス「吉野川/川内」行乗車「吉野本町6丁目」下車、北西へ徒歩約5分。
- 徳島バス「鳴門岡崎海岸/小鳴門橋/鳴門公園」行乗車「吉野本町5丁目」下車、北西へ徒歩約5分。